# Lamprosema pogonotornalis
Lamprosema pogonotornalis là một loài bướm đêm trong họ Crambidae.